# August Roman
August Roman (n. 1892 – d. 1984) a fost un amiral român, care a îndeplinit funcții de comandă în Marina Militară Română în perioada celui de-al doilea război mondial.

## Biografie
August Roman s-a născut în anul 1892.
În perioada 16 ianuarie 1939 - 1 aprilie 1941, comandorul August G.T. Roman a îndeplinit funcția de comandant al bricului Mircea.
A fost numit la 29 august 1944 în funcția de secretar general al Subsecretariatului de Stat al Marinei, pe care a îndeplinit-o până la 28 septembrie 1944.
La 1 septembrie 1944, contraamiralul Horia Macellariu a fost chemat la București, la Statul Major al Marinei, ca înlocuitor al său la conducerea Comandamentului Forțelor Navale Maritime fiind numit contraamiralul August Roman. La data de 1 octombrie 1944, în cadrul unei ceremonii sobre, care a avut loc la Detașamentul "Periș", Horia Macellariu a predat oficial comanda Forțelor Navale Maritime contraamiralului August Roman.
În perioada 4 noiembrie 1944 - 28 februarie 1945, contraamiralul Roman August a deținut funcția de subsecretar de stat la Ministerul de Război (pentru Marină).
Contraamiralul August Roman a fost trecut în cadrul disponibil la 9 august 1946, în baza legii nr. 433 din 1946, și apoi, din oficiu, în poziția de rezervă la 9 august 1947.
Contraamiralul Roman August a decedat în anul 1984.

## Activitatea publicistică
Contraamiralul Roman August este autorul mai multor lucrări de tactică militară navală, dintre care menționăm:
- Războiul de mine, în “Revista Marinei” nr. 1/1927